# محمد رضی‌پور
محمد رضی‌پور (زادهٔ ۱۸ سپتامبر ۱۹۹۳) یک بازیکن فوتبال اهل ایران است.
از باشگاه‌هایی که در آن بازی کرده‌است می‌توان به باشگاه فوتبال ملوان بندر انزلی اشاره کرد.